# Ozarba
Ozarba là một chi bướm đêm thuộc họ Noctuidae.

## Loài
- Ozarba abscissa Walker, 1858
- Ozarba abscondita Hampson, 1918
- Ozarba acantholipina Draudt, 1950
- Ozarba accincta Distant, 1898
- Ozarba acclivia Felder & Rogenhofer, 1874
- Ozarba adducta Berio, 1940
- Ozarba aeria Grote, 1881 (đồng nghĩa: Ozarba fannia Druce, 1889)
- Ozarba africana Berio, 1940
- Ozarba agraria Schaus, 1911
- Ozarba albimarginata Hampson, 1895
- Ozarba albomediovittata Berio, 1937
- Ozarba aldabrae Berio, 1959
- Ozarba algaini Wiltshire, 1983
- Ozarba aloisiisabaudiae Berio, 1937
- Ozarba amazonia Warren, 1889
- Ozarba angulilinea Schaus, 1914
- Ozarba apicalis Hampson, 1910
- Ozarba atrifera Hampson, 1910
- Ozarba badia Swinhoe, 1886
- Ozarba bascura Dyar, 1914
- Ozarba besidia Druce, 1898
- Ozarba bettina Druce, 1898
- Ozarba bicoloria Gaede, 1915
- Ozarba bicornis Hampson, 1910
- Ozarba binorbis Hampson, 1910
- Ozarba bipars Hampson, 1891
- Ozarba bipartita Hampson, 1902
- Ozarba bisexualis Hampson, 1910
- Ozarba boursini Berio, 1940
- Ozarba brunnea Leech, 1900
- Ozarba capreolana Rebel, 1947
- Ozarba captata Berio, 1940
- Ozarba catilina Druce, 1889
- Ozarba chionoperas Hampson, 1918
- Ozarba choruba Dyar, 1914
- Ozarba chrysaspis Meyrick, 1891
- Ozarba chryseiplaga Hampson, 1910
- Ozarba cinda Schaus, 1940
- Ozarba cinerea Aurivillius, 1879
- Ozarba concolor Hampson, 1918
- Ozarba consanguis Hampson, 1902
- Ozarba consternans Hayes, 1975
- Ozarba contempta Walker, 1858
- Ozarba corniculans Wallengren, 1860
- Ozarba corniculantis Berio, 1950
- Ozarba costata Hampson, 1910
- Ozarba cryptica Berio, 1940
- Ozarba cryptochrysea Hampson, 1902
- Ozarba cupreofascia Le Cerf, 1922
- Ozarba cyanopasta Hampson, 1910
- Ozarba damagarima Rothschild, 1921
- Ozarba damarensis Berio, 1940
- Ozarba debrosi Wiltshire, 1983
- Ozarba deficiens Berio, 1935
- Ozarba delogramma Warren, 1913
- Ozarba densa Walker, 1865
- Ozarba devylderi Berio, 1940
- Ozarba diaphora Berio, 1937
- Ozarba divisa Gaede, 1916
- Ozarba domina Holland, 1894
- Ozarba endoplaga Hampson, 1916
- Ozarba endoscota Hampson, 1916
- Ozarba epimochla Bethune-Baker, 1911
- Ozarba excisa Hampson, 1891
- Ozarba excurvata Hampson, 1910
- Ozarba exolivacea Hampson, 1916
- Ozarba exoplaga Berio, 1940
- Ozarba fasciata Wallengren, 1860
- Ozarba felicia Le Cerf, 1922
- Ozarba festiva Berio, 1950
- Ozarba flavescens Hampson, 1910
- Ozarba flavicilia Hampson, 1914
- Ozarba flavidiscata Hampson, 1910
- Ozarba flavipennis Hampson, 1910
- Ozarba fuscescens Rebel, 1947
- Ozarba gaedei Berio, 1940
- Ozarba geta Druce, 1889
- Ozarba glaucescens Hampson, 1910
- Ozarba gobabis Berio, 1940
- Ozarba griveaudae Viette, 1985
- Ozarba heliastis Hampson, 1902
- Ozarba hemichrysea Hampson, 1910
- Ozarba hemimelaena Hampson, 1910
- Ozarba hemiochra Hampson, 1910
- Ozarba hemiphaea Hampson, 1907
- Ozarba hemipolia Hampson, 1910
- Ozarba hemipyra Hampson, 1916
- Ozarba hemisarca Hampson, 1916
- Ozarba hemitecta Dyar, 1914
- Ozarba heringi Berio, 1940
- Ozarba hoffmanni Berio, 1940
- Ozarba holophaea Hampson, 1910
- Ozarba honesta Walker, 1865
- Ozarba hypenoides Butler, 1889
- Ozarba hypoxantha Wallengren, 1860
- Ozarba illimitata Warren, 1914
- Ozarba illosis Hampson, 1907
- Ozarba implicata Berio, 1940
- Ozarba implora Dyar, 1918
- Ozarba incondita Butler, 1889
- Ozarba inobtrusa Hampson, 1902
- Ozarba inopinata Berio, 1940
- Ozarba isocampta Hampson, 1910
- Ozarba itwarra Swinhoe, 1885
- Ozarba jansei Berio, 1940
- Ozarba lamina Swinhoe, 1901
- Ozarba lascivalis Lederer, 1855
- Ozarba lata Berio, 1977
- Ozarba legrandi Berio, 1959
- Ozarba lepida Saalmüller, 1891
- Ozarba leptocyma Hampson, 1914
- Ozarba limitata Berio, 1940
- Ozarba madanda Felder & Rogenhofer, 1874
- Ozarba malaisei Berio, 1940
- Ozarba mallarba Swinhoe, 1885
- Ozarba marabensis Wiltshire, 1980
- Ozarba marthae Berio, 1940
- Ozarba megaplaga Hampson, 1910
- Ozarba melagona Hampson, 1910
- Ozarba melanodonta Hampson, 1910
- Ozarba mesozonata Hampson, 1916
- Ozarba metachrysea Hampson, 1910
- Ozarba metaleuca Hampson, 1910
- Ozarba metallica Hampson, 1896
- Ozarba miary Viette, 1985
- Ozarba microcycla Mabille, 94
- Ozarba micropunctata Berio, 1960
- Ozarba moldavicola Herrich-Schäffer, [1851]
- Ozarba molybdota Hampson, 1910
- Ozarba morstatti Berio, 1938
- Ozarba mortua Berio, 1940
- Ozarba nairobiensis Berio, 1977
- Ozarba nebula Barnes & McDunnough, 1918
- Ozarba negrottoi Berio, 1940
- Ozarba nephroleuca Hampson, 1910
- Ozarba nicotrai Berio, 1950
- Ozarba nigroviridis Hampson, 1902
- Ozarba nyanza Felder & Rogenhofer, 1874
- Ozarba ochritincta Wileman & South 1916
- Ozarba ochrozona Hampson, 1910
- Ozarba olimcorniculans Berio, 1940
- Ozarba onytes Schaus, 1914
- Ozarba oplora Dyar, 1914
- Ozarba orthogramma Hampson, 1914
- Ozarba orthozona Hampson, 1902
- Ozarba ovata Berio, 1977
- Ozarba pallida Hampson, 1910
- Ozarba parvula Berio, 1940
- Ozarba paulianae Viette, 1985
- Ozarba peraffinis Strand, 1920
- Ozarba perplexa Saalmüller, 1891
- Ozarba pesinua Berio, 1940
- Ozarba phaea Hampson, 1902
- Ozarba phaeocroa Hampson, 1910
- Ozarba phlebitis Hampson, 1910
- Ozarba plagifera Rebel, 1907
- Ozarba pluristriata Berio, 1937
- Ozarba prolai Berio, 1977
- Ozarba propera Grote, 1882
- Ozarba punctifascia Le Cerf, 1922
- Ozarba punctigera Walker, 1865
- Ozarba punctithorax Berio, 1940
- Ozarba rectifascia Hampson, 1894
- Ozarba rectificata Berio, 1950
- Ozarba reducta Berio, 1940
- Ozarba regia Warren, 1914
- Ozarba reussi Strand, 1911
- Ozarba rosescens Hampson, 1910
- Ozarba rougeoti Berio, 1984
- Ozarba rubrivena Hampson, 1910
- Ozarba rufula Hampson, 1910
- Ozarba sancta Staudinger, 1900
- Ozarba sciaphora hampson, 1910
- Ozarba scorpio Berio, 1935
- Ozarba semiluctuosa Berio, 1937
- Ozarba semipotentia Dyar, 1914
- Ozarba semipurpurea Hampson, 1902
- Ozarba semirubra Hampson, 1910
- Ozarba semitorrida Hampson, 1916
- Ozarba separabilis Berio, 1940
- Ozarba sinua Hampson, 1910
- Ozarba socotrana Hampson, 1910
- Ozarba squamicornis Dyar, 1918
- Ozarba subdentula Hampson, 1910
- Ozarba subterminalis Hampson, 1910
- Ozarba subtilimba Berio, 1963
- Ozarba subtilis Berio, 1966
- Ozarba subtusfimbriata Berio, 1940
- Ozarba tacana Berio, 1977
- Ozarba terminipuncta Hampson, 1899
- Ozarba terribilis Berio, 1940
- Ozarba tilora Dyar, 1912
- Ozarba timida Berio, 1940
- Ozarba toxotis Hampson, 1910
- Ozarba transversa Moore, [1884]
- Ozarba tricornis Berio, 1977
- Ozarba tricuspis Hampson, 1910
- Ozarba uberosa Swinhoe, 1885
- Ozarba umbrifera Hampson, 1910
- Ozarba varia Walker, 1865
- Ozarba variabilis Berio, 1940
- Ozarba variegata Le Cerf, 1911
- Ozarba venata Butler, 1889
- Ozarba vicina Schaus, 1904